# Калгун (округ, Іллінойс)
Шаблон:StateAbbr_ 39°10′ пн. ш. 90°40′ зх. д. / 39.16° пн. ш. 90.67° зх. д.
Округ  Калгун (англ. Calhoun County) — округ (графство) у штаті  Іллінойс, США. Ідентифікатор округу 17013.

## Історія
Округ утворений 1825 року.

## Демографія
За даними перепису 
2000 року 
загальне населення округу становило 5084 осіб, усе сільське.
Серед мешканців округу чоловіків було 2552, а жінок — 2532. В окрузі було 2046 домогосподарств, 1439 родин, які мешкали в 2681 будинках.
Середній розмір родини становив 2,98.
Віковий розподіл населення поданий у таблиці:
| Стать    | До 15 років | 15-21 | 22-29 | 30-39 | 40-49 | 50-65 | 65-85 | Понад 85 |
| -------- | ----------- | ----- | ----- | ----- | ----- | ----- | ----- | -------- |
| Чоловіки | 466         | 242   | 218   | 358   | 362   | 468   | 392   | 46       |
| Жінки    | 468         | 220   | 182   | 342   | 327   | 456   | 445   | 92       |

## Суміжні округи
- Пайк, Іллінойс — північ
- Ґрін — північний схід
- Джерсі — схід
- Сент-Чарлз, Міссурі — південь
- Лінкольн, Міссурі — захід
- Пайк, Міссурі — північний захід

## Виноски
1. ↑  U.S. Decennial Census. United States Census Bureau. Архів оригіналу за 26 квітня 2015. Процитовано 4 липня 2014.
2. ↑  Historical Census Browser. University of Virginia Library. Архів оригіналу за 12 грудня 2009. Процитовано 4 липня 2014.
3. ↑  Population of Counties by Decennial Census: 1900 to 1990. United States Census Bureau. Архів оригіналу за 24 квітня 2014. Процитовано 4 липня 2014.
4. ↑  Census 2000 PHC-T-4. Ranking Tables for Counties: 1990 and 2000 (PDF). United States Census Bureau. Архів оригіналу (PDF) за 18 грудня 2014. Процитовано 4 липня 2014.
5. ↑  State & County QuickFacts. United States Census Bureau. Архів оригіналу за 7 липня 2011. Процитовано 4 липня 2014.(англ.) Наведено за англійською вікіпедією.
6. ↑  American FactFinder. Бюро перепису населення США. Архів оригіналу за 29 липня 2011. Процитовано 31 січня 2008.

| США | Це незавершена стаття з географії США. Ви можете допомогти проєкту, виправивши або дописавши її. |